# Hilmar Myhra
Hilmar Arnold Myhra (5. juni 1915 - 13. april 2013) var en norsk skihopper, som konkurrerede før 2. verdenskrig.
Myhra vandt den åbne konkurrence i skihop ved Vikersundbakken i Februar 1936, og holdt bakkerekorden på 85 meter i et par år. Den blev slået af Arnholdt Kongsgård i 1946.
Han vandt en bronzemedalje i det individuelle bakkehop under 1938 Nordic World Ski Championships i Lahti, og kom på en 6.-plads under den samme disciplin i VM 1939 i Zakopane. Myhra vandt også en skihop-konkurrence ved Holmenkollen ski festival i 1940, hvor han var den sidste vinder før invaded by Germany under 2. verdenskrig. Han blev også norsk mester det år.
Han blev født i Kongsberg,[kilde mangler] Myhra repræsenterede Kongsberg IF. Han spillede også fodbold, during the summer, og en hovedskade i en fodboldkamp i august 1945 afsluttede hans sportskarriere.